# Ząbkovia Ząbki
Ząbkovia Ząbki, volledige naam Miejski Klub Sportowy Dolcan Ząbki, is een voetbalclub uit de Poolse stad Ząbki. De club is opgericht in 1927 onder de naam Ząbkovia Ząbki. Na enkele keren van naam te zijn veranderd (Związkowiec, Budowlani, Beton-Stal en Ząbkovia) ontstond op 6 maart 1994 de naam Dolcan.
De clubkleuren van Dolcan zijn rood, wit en (donker)blauw. De club speelde meerdere periodes in de I liga. In de winterstop van het seizoen 2015/16 werd Dolcan uit competitie genomen en ging failliet. Er werd een doorstart gemaakt op het vijfde niveau.

## Bekende (oud-)spelers
- Artur Boruc
- Jan Karaś